# Harry Corner
Harry Richard Corner (Taunton, 9 luglio 1874 – Radyr, 7 giugno 1938) è stato un crickettista britannico.
Corner frequentò la Blundell’s School ed in seguito giocò per il Castle Cary.
Partecipò ai Giochi olimpici 1900 di Parigi nel torneo di cricket, vincendo la medaglia d'oro con la squadra che rappresentò la Gran Bretagna.

## Palmarès
| Anno | Manifestazione | Sede   | Evento  | Risultato | Note |
| ---- | -------------- | ------ | ------- | --------- | ---- |
| 1900 | Olimpiadi      | Parigi | Cricket | Oro       |      |